# Reinhard Fabisch
Reinhard Fabisch (Schwerte, 19 agosto 1950 – Münster, 12 luglio 2008) è stato un calciatore e allenatore di calcio tedesco.

## Biografia
Anche suo figlio Jonah è un calciatore professionista.

## Carriera

### Calciatore
Da calciatore militò nel Borussia Dortmund dal 1969 al 1971, anche se non fece mai parte della prima squadra del club.

### Allenatore
In seguito al ritiro dall'attività agonistica, avvenuto nel 1971, si dedicò alla carriera da allenatore, concentrandosi sulla nazionali.
Allenò in tre riprese il Kenya: nel 1987, nel 1997 e nel 2001-2002. Dal 1992 al 1995 fu alla guida dello Zimbabwe, con cui sfiorò la qualificazione al campionato del mondo 1994, svanita all'ultima giornata delle eliminatorie CAF. Dal 2007 al 2008 allenò il Benin, che guidò nella Coppa d'Africa del 2008, competizione nel corso della quale denunciò un tentativo di combine.
A livello di club ha allenato nel 1996 i sudafricani del Mamelodi Sundowns e dal 2005 al 2007 gli emiratini dell'Emirates.
- 1986–1987: Kenya
- 1987–1988: Fanja SC (Oman)
- 1989: Nepal
- 1990–1991: Malta (U18)
- 1991–1996: Zimbabwe
- 1996–1997: Mamelodi Sundowns FC (RSA)
- 1997–1998: Kenya
- 1998–2000: Qatar SC (Qatar)
- 2000–2002: Kenya
- 2003–2004: Guatemala (Techn. Dir.)
- 2004–2005: Barbados
- 2005: Al-Shamal SC (Qatar)
- 2005: Ras Al Khaimah (UAE)
- 2006–2007: Emirates Club
- 2007–2008: Benin

## Morte
Morì a Münster, dove era ricoverato da tempo, a causa di una lunga malattia che lo aveva portato a sviluppare una forma di cancro.